# Dryopteris shandongensis
Dryopteris shandongensis là một loài thực vật có mạch trong họ Dryopteridaceae. Loài này được J.X. Li & F. Li miêu tả khoa học đầu tiên năm 1988.